# Хайнрих VIII фон Гера
Хайнрих VIII „Стари“ фон Гера (на немски: Heinrich VIII „der Ältere“ von Gera; * 5 март 1404; † 16 юни 1426, при Аусиг в Бохемия) от фамилията Ройс е господар на Гера, Бургк и Райхенфелс (1420 – 1426) в Тюрингия.
Той е най-големият син (от 6 деца) на фогт Хайнрих VII фон Гера (1341 – 1420) и втората му съпруга графиня Лутруда фон Хонщайн († 1446), дъщеря на граф Дитрих VI фон Хонщайн-Херинген († 1393) и Лутруд фон Мансфелд-Кверфурт († сл. 1394). Брат е на Хайнрих IX „Средни“ фон Гера (1406 – 1482), господар на Гера, Лобенщайн, Заалбур и Нордхалбен (1426 – 1482), и Хайнрих X „Млади“ фон Гера-Шлайц (1415 – 1451/1452), господар на Гера и Шлайц (1449 – 1452).
Хайнрих VIII „Стари“ получава при подялбата на страната през 1425 г. господствата Гера, Бургк и Райхенфелс.
Хайнрих VIII „Стари“ фон Гера е убит на 22 години в битката при Аусиг на 16 юни 1426 г.

## Фамилия
Хайнрих VIII „Стари“ фон Гера се жени ок. 30 август 1412 г. в Кронах за Маргарета фон Вертхайм († 23 октомври 1424/пр. 25 март 1425), дъщеря на граф Йохан II фон Вертхайм († 1444) и Мехтилд фон Шварцбург († 1435). Бракът е бездетен.
Хайнрих VIII „Стари“ фон Гера се жени втори път пр. 2 май 1426 г. (разрешение от папата) за Вилбург фон Шварцбург-Лойтенберг († сл. 2 май 1426), вдовица на Фридрих II фон Хайдек († 1423), дъщеря на граф Хайнрих XV фон Шварцбург-Лойтенберг († 1402) и Анна фон Плауен († 1412). Бракът е бездетен.